# Samurai (band)
Samurai was een Britse band die gevormd werd in 1971 en in 1972 alweer ter ziele ging. De band ontstaat uit de resten van Web. De naam Web leidde tot allerlei misverstanden, men werd aangekondigd als The Web of Webb. Toen hun leadzanger Tony Dangerfield ermee wilde stoppen, ging de rest van de band verder onder de naam Samurai, genoemd naar de Japanse krijgers. Het enige album, dat naamloos was, is obscuur en is weinig verkocht. De aansluitend tournee was geen succes omdat de blazers, waarschijnlijk wegens geldgebrek, niet mee konden spelen, terwijl zij op het album een belangrijke rol hebben. Het album en band zijn in de vergetelheid geraakt. Album en band zijn echter van (relatief) belang binnen de muziekgeschiedenis, omdat het de voorloper bleek van de band Greenslade vanuit de visie van Lawson.
Belangrijkste man van Samurai was dir Dave Lawson de toetsenist; hij leverde ook alle composities, die het midden houden tussen progressieve rock en jazzrock. Het geluid heeft soms wat weg van de vroege Soft Machine, maar zit meer aan de rockkant. Het album werd uitgegeven door het platenlabel Greenwich Gramophone Co, een sublabel van Decca. De A&R-manager van het label GGC was Tony Reeves, tevens basgitarist. Deze was weer bevriend met Dave Greenslade (zie Colosseum). Greenslade, Lawson, Reeves en Andy McCullough vormden later Greenslade.
Opnamen van Samurai vonden plaats in de Wessex Studios in Londen, maart 1971

## Musici
- Dave Lawson – toetsen, zang
- Tony Edwards – gitaar
- John Eaton – basgitaar
- Kenny Beveridge – slagwerk
- Lenny Wright – slagwerk aangevuld met
- Tony Roberts – tenorsaxofoon, dwarsfluit, basklarinet
- Don Fay – tenorsaxofoon, dwarsfluit.

## Muziek
| Nr. | Titel                     | Duur |
| --- | ------------------------- | ---- |
| 1.  | Saving it up for so long  | 3:45 |
| 2.  | More rain                 | 4:27 |
| 3.  | Maudie James              | 4:56 |
| 4.  | Holy Padlock              | 4:43 |
| 5.  | Give a little love        | 3:40 |
| 6.  | Face the mirror           | 6:44 |
| 7.  | As I dried the tears away | 8:17 |

Ondanks dat het album ten tijde van de release weinig indruk maakte verschenen er minstens drie heruitgaven:
- 1996: in de Verenigde Staten, bovenstaand album met vijf bonustracks
- 2008:wereldwijd via Esoteric Recordings zonder bonustracks
- 2020: wereldwijd via Esoteric Recordings met vijf bonustracks, gelijk aan het VS-exemplaar ; waaronder enkele concertversies van nummers, die aanmerkelijk langer duren dan de studio-opnamen.

Sinds 2011 is in dezelfde niche progressieve rock de band The Samurai of Prog actief.